# Bandă magnetică

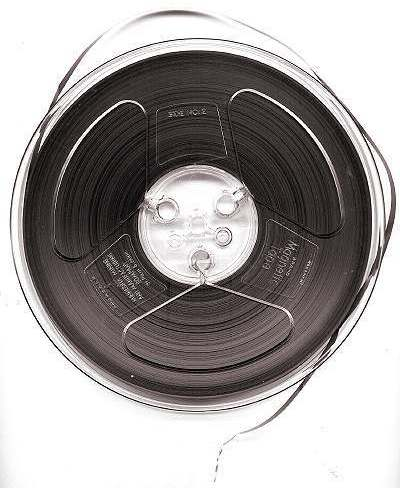
Bandă magnetică

Banda magnetică este un mediu magnetic pentru stocare de informație analogică sau digitală. Este compusă în general dintr-o bandă, subțire, dar rezistentă mecanic, de material plastic, care formează suportul, acoperită cu un strat subțire din material magnetizabil. 
Înregistrările pe un suport cu banda magnetică se fac cu ajutorul unor echipamente care amplifică și transformă un semnal electric provenind de la un echipament audio-video sau alte date digitale, într-un câmp magnetic generat de o bobină (cap magnetic), care în contact cu suportul magnetic, banda, produce o magnetizarea locală a particulelor feromagnetice înglobate în bandă. 
Banda se deplasează cu o anumită viteză în fața capetelor de scriere-citire, iar cantitatea de informație care poate fi înregistrată pe un suport magnetic, va depinde de propietățile materialelor feromagnetice utilizate la realizarea benzii și de viteza de deplasare a benzii. Cu cât este necesară înregistrarea unei cantități de informații mai mare, cu atât dimensiunea particulelor magnetice trebuie să fie mai mică și viteza benzii mai mare.
Pentru redare banda se trece din nou prin fața unui cap magnetic cu specific de redare, care se poate găsi alături de cel de scriere (înregistrare) sau separat într-un aparat care doar citește. Deplasarea benzii induce în capul de redare/citire un câmp magnetic, iar la bornele bobinei se produce o tensiune, care apoi este amplificată pentru a se ajunge la nivelul de putere dorit. Aparatele cu bandă magnetică folosite ca periferice de calculator sunt denumite unități de bandă magnetică, iar banda magnetică propriu zisă este considerată un purtător (suport) de date. 
În general, banda magnetică se păstrează într-o casetă de plastic protectoare și este ferită de căldură. În funcție de destinația ei, caseta are diferite forme: casetă audio, MiniDV, etc.
Tehnologiile actuale permit înregistrarea pe benzi magnetice a unor mari cantități de date, de ordinul petabaiților. Banda magnetică este o metodă liniară de stocare a informațiilor și are dezavantajul că timpul de acces necesar accesării unor date nu se poate face foarte rapid, ci va impune întârzieri necesare pentru a derula o parte din banda care nu este deja în zona capetele de citire-scriere. 

## Vezi și
- Dispozitiv de stocare magnetic